# NGC 3539
NGC 3539 ist eine linsenförmige Galaxie vom Hubble-Typ S0-a im Sternbild Großer Bär am Nordsternhimmel. Sie ist schätzungsweise 432 Millionen Lichtjahre von der Milchstraße entfernt.
Das Objekt wurde am 13. April 1831 von John Herschel entdeckt.